# Ponte Mindaugas
A Ponte Mindaugas (em limburguês:  Mindaugo tiltas) é uma ponte sobre o rio Neris que liga Žirmūnai ao Centro Histórico de Vilnius, a capital da Lituânia. Tem o nome de Mindaugas, rei da Lituânia no século XIII, e foi inaugurada em 2003 durante as celebrações do 750.º aniversário da coroação deste monarca. A ponte tem 101 metros de comprimento e 19,7 metros de largura.

## Ver também

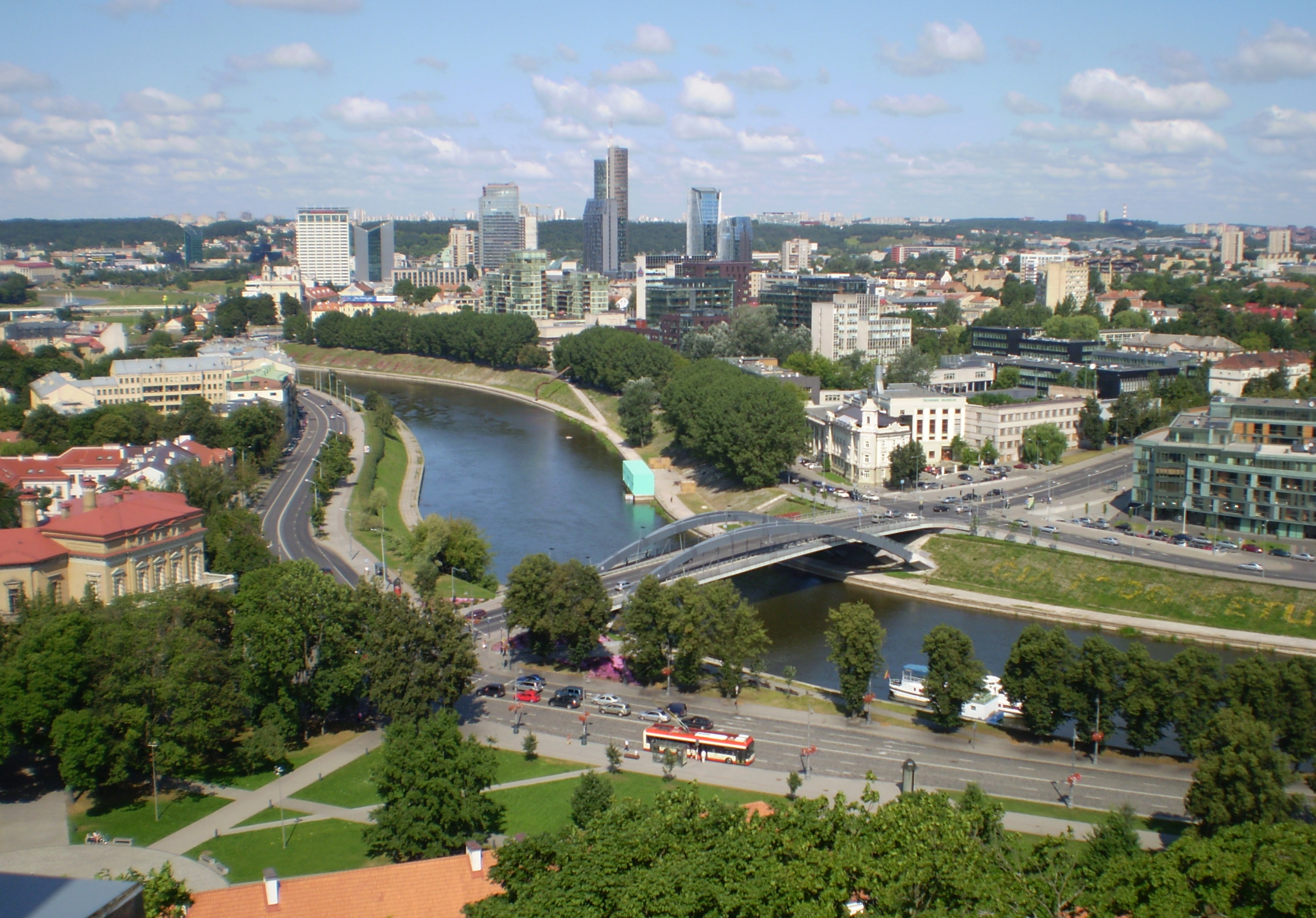
A Ponte Mindaugas vista do topo da Torre Gediminas.